# Xhevahir Kapllani
Xhevahir Kapllani (Durazzo, 21 giugno 1974) è un allenatore di calcio ed ex calciatore albanese di ruolo portiere, tecnico del Luzi 2008.

## Palmarès

### Club

#### Competizioni nazionali
- Coppa d'Albania: 1

Teuta: 2004-2005